# People (часопис)
People (пуним називом People Weekly) је амерички недељни часопис који прати живот јавних особа као и друге популарне теме, а кога издаје Time Inc. People такође има своје интернет интернет издање, које се искључиво бави причама из света забаве. Овај часопис објављује Дотдаш Мередит, подружница IAC. Са читалаштвом од 46,6 милиона одраслих у 2009. години, People је имао највећу публику од свих америчких часописа, али је пао на друго место у 2018. након што је његов број читалаца значајно опао на 35,9 милиона. People су имали 997 милиона долара прихода од оглашавања у 2011. години, што је највећи приход од оглашавања од свих америчких часописа. Године 2006, часопис је имао тираж од 3,75 милиона и очекује се да ће приход премашити 1,5 милијарди долара. Глобални медијски бренд Advertising Age га је прогласио „Часописом године“ у октобру 2005. за изврсност у уређивању, тиражу и оглашавању. People су били на 6. месту годишње „А-листе“ Advertising Age-а и на трећем месту на Adweek-овој листи „Бренд Блејзерс“ у октобру 2006.
Часопис је широј јавности познат и по специјалним годишњим издањима у којима се објављују листе као што су: Најбоље и најгоре обучени, Најбогатији, Најлепши мушкарци на свету... Седишта часописа се налазе у Њујорку, Лос Анђелесу и Лондону.
People је можда најпознатији по својим годишњим специјалним издањима у којима се именују „Најлепши на свету“, „Најбоље и најгоре обучени“ и „Најсексипилнији мушкарац на свету“. Седиште часописа је у Њујорку, а има уредничке бирое у Лос Анђелесу и Лондону. Из економских разлога, затворени су бирои у Остину, Мајамију и Чикагу 2006.

## Историја
Ендру Хајскел, који је у то време био главни извршни директор Тајме Инк. и бивши издавач недјељника Лајфе магазина, заслужан је за идеју за оснивање часописа People. Оснивачки главни уредник часописа People био је Ричард Столи, бивши помоћник главног уредника часописа Life и новинар који је купио Запрудеров филм о атентату на Џона Ф. Кенедија за Тајм Инк. 1963. године. Први издавач часописа People био је Ричард Ј. „Дик” Дарел, још један ветеран Тајма
Столи је окарактерисао часопис као „враћање људима који изазивају вести и који су ухваћени у њих, или заслужују да буду у њима. Наш фокус је на људима, а не на питањима.” Столијева скоро религиозна одлучност да часопис буде фокусиран на људе значајно је допринела његовом брзом раном успеху. Сматра се да иако је Тахме Инк. уложио процењених 40 милиона долара у овај подухват, часопис је пропао само 18 месеци након свог дебија 25. фебруара 1974. У почетку се часопис продавао првенствено на киосцима и у супермаркетима. Да би часопис излазио сваке недеље, чланови оснивачког особља су регуларно спавали на поду својих канцеларија две или три ноћи сваке недеље и озбиљно су ограничавали све небитне спољне ангажмане. У премијерном издању за недељу која се завршава 4. марта 1974. на насловној страни се налазила глумица Мија Фароу, која је тада глумила у филму Велики Гетсби. То издање је такође садржало приче о Глорији Вандербилт, Александру Солжењицину и супругама америчких ветерана из Вијетнама који су нестали у акцији. Часопис је, осим насловнице, штампан и црно-белој техници. Почетна цена била је 35 центи (еквивалентно 2,23 $ године 2024).
Језгро малог уредничког тима чинили су други уредници, писци, фотографи и фото уредници из часописа Лајф, који је престао да излази само 13 месеци раније. Ова група укључивала је главног уредника Столија, старије уреднике Хала Винга (оца ESPN водитеља Треја Винга), Сама Ангелофа (оснивачки главни уредник Ус магазина) и Роберт Емет Гина, млађи (бивши писац Лајфа и такође филмски и телевизијски продуцент ); писци Џејмс Вотерс (позоришни рецензент) и Роналд Б. Скот (касније биограф председничког кандидата Мита Ромнија); бивши главни уредник Тајма Ричард Бургхајм (касније оснивач Тајмовог неуспешног кабловског телевизијског магазина Вју); шеф фотографије, Лајфов фотограф, Џон Лоенгард, кога је наследио Џон Доминус, истакнути фотограф Лајфа; и дизајнер Бернард Вабер, аутор и илустратор серије књига за децу Lyle The Crocodile. Многи угледни фотографи Лајфа такође су дали свој допринос часопису, укључујући легенде Алфреда Ајзенштада и Гјона Мили и звезде у успону Ко Рентмистер, Дејвид Барнет и Бил Еприџ. Остали чланови прве редакције били су уредници и писци Рос Дрејк, Ралф Новак, Бина Бернард, Џејмс Џером, Сели Мур, Мери Веспа, Ли Волферт, Џојс Вансли, Курт Дејвис, Клер Крофорд-Мејсон и Џед Хорн, касније уредник часописа The Times-Picayune у Њу Орлеансу.
Године 1996, Тајм Инк. покренуо је часопис на шпанском језику под називом People en Español. Компанија је саопштила да се нова публикација појавила након што је издање оригиналног часописа из 1995. године дистрибуирано са две различите насловнице, на једној је приказана убијена Тејано певачица Селена и на другој хит телевизијске серије Пријатељи; насловница Селене је распродата док друга није. Иако је првобитна идеја била да преводи чланака из енглеског часописа на шпански језик чине половину садржаја, People en Español временом је дошао до потпуно оригиналног садржаја.
Аутлук група је 26. јула 2013. објавио да затвара индијско издање часописа People, које је почело да излази 2008. године.
У септембру 2016. године, у сарадњи са Entertainment Weekly, People је покренуо People/Entertainment Weekly Network. То је „бесплатна онлајн видео мрежа подржана огласима... која покрива познате личности, поп културу, животни стил и приче о људским интересима“. Она је преименована је у PeopleTV у септембру 2017. године. У децембру 2016, ЛаТавија Роберсон се посвађала са People након што су они наводно погрешно цитирали и лажно представили њен интервју на мрежи.
Корпорација Мередит је купила Тајме Инк, укључујући People, 2017. године. Године 2019, уредник часописа People Џес Кагл објавио је да се повлачи са своје улоге. Касније је објављено да ће га заменити заменик уредника Дан Вејкфорд, који је раније радио за In Touch Weekly. Лиз Вакаријело је именована за новог главног и одговорног уредника 23. фебруара 2022. године, заменивши Дана Вејкфорда.
Дотдаш је 6. октобра 2021. купио People, укључујући Entertainment Weekly, InStyle и Chip and Joanna Gaines' Magnolia Journal у уговору од 2,7 милијарди долара.

### Teen People
Године 1998, часопис је представио верзију намењену тинејџерима, под називом Teen People. Међутим, 27. јула 2006. компанија је објавила да ће престати са објављивањем Teen People. Последње издање је објављено у септембру 2006. године. У замену, претплатници на овај часопис су добили Entertainment Weekly за остатак својих претплата. Постојали су бројни разлози за гашење публикације, укључујући пад огласних страница, конкуренцију других часописа оријентисаних на тинејџере и интернет, и смањење тиража. Teenpeople.com је спојен са People.com у априлу 2007. People.com „садржи приче фокусиране на тинејџере које су означене као TeenPeople.com,”" објаснио је Марк Голин, уредник People.com. О одлуци да споји брендове, рекао је: „Имамо саобраћај на TeenPeople-у, People је већи сајт, зашто их не бисмо комбиновали и да промет тинејџера иде на једно место?“

### Такмичење за фотографије славних
У чланку магазина Variety из јула 2006. године, Џенис Мин, главна уредница магазина Us Weekly, окривила је Пипл за повећање трошкова за издаваче фотографија славних:
Они су међу највећим потрошачима фотографија славних у индустрији.... Једна од првих ствари које су икада урадили, а која је довела до повећања цена фотографија, била је да плате 75.000 долара да купе слике Џенифер Лопез како чита часопис Us, тако да Us Weekly није могао да их купи. По мени, то је био преломни тренутак који је покренуо високе цене фотографија. Никада нисам видела ништа слично. Али они су видели конкурента како долази, и одговорили су. Био је то пословни потез, и вероватно паметан.
Часопис Пипл је наводно платио 4,1 милион долара за фотографије новорођенчета Шајло Новел Џоли-Пит, детета Анђелине Џоли и Бреда Пита. Те фотографије су поставиле једнодневни рекорд у погледу приступа њиховој веб страници, привлачећи 26,5 милиона прегледа страница.

### Најсексипилнији човек на свету
Годишња рубрика „Најсексипилнији мушкарац на свету“ се узима као мерило мушке привлачности и обично укључује само познате личности. Одређује се по процедури сличној оној која се користи за Тајмову личност године. Порекло наслова је била дискусија о планираној причи о Мелу Гибсону. Неко је узвикнуо: „О мој Боже, он је најсексипилнији мушкарац на свету!” А неко други је рекао: „Требало би да то искористиш као насловну линију.“
Током прве деценије, ова рубрика се појављивала у неуједначеним интервалима. Првобитно током зимског периода, а затим се померала око календара, што је резултирало празнинама од чак седам месеци до годину и по дана. Прито избора није било током 1994. године (21 годину касније часопис је изабрао Кијану Ривса да попуни празнину из 1994. године, са другопласираним Хју Грантом и Џимом Керијем). Од 1997. године, датуми су се усталили између средине новембра и почетка децембра.

### Годишњак часописа Пипл
Годишњак часописа Пипл је годишња публикација коју издају издавачи часописа Пипл, тренутно Мередит корпорација. Годишњак широко покрива све главне догађаје који су се десили у датој години. Ово укључује друштвено релевантне вести које су доспеле на насловнице широм света уопште, али тачније у Сједињеним Државама. Осим вести, покрива венчања славних личности, раставе/разводе, рођења и смрти, као и скандалозне догађаје који су привикли много пажње када су се десили. Током година, покривао је главне догађаје у свету музике (Греми награде), филмова (додела Оскара, Златних глобуса) и телевизије (Еми награде) у кратком прегледу догађаја и победника награда. Годишњак је имао годину (рецимо 2010) написану подебљаним словима уз реч „Годишњак“ на насловној корици од Пипл годишњака из 1995. године, иако се то постепено мењало у новијим издањима. Од 2015. године, „година“ се појављивала на неупадљивији начин на насловној страни све до издања за 2019. године, а задебљани стил писања „године“ се вратио у издању за 2020. годину. Година се такође појављује на повезу.

#### Ране године
Годишњак Пипл магазина је први пут објављен 1991. године од стране компаније The Time Inc. Magazine и звао се „Приватни животи”. У овом издању ниједна година није била упадљиво поменута на насловној или унутрашњој страни, али је предњи део верзије часописа са тврдим повезом описао Приватне животе као „Пиплову хронику једне изузетне године – 1990“, јасно описујући да су догађаји који су покривени били од 1990. године. Следеће године објављен је наставак Приватних живота из 1992. под називом „Приватни животи, том II“. Прва страница је имала додатни слоган који је часопис описао као Годишњи преглед: 1991 Приваттни животи. Године 1993, дошло је до још једне промене у публикацији и наслову насловнице. Година је први пут додата на насловној страни и ово годишње издање названо је „Приватни животи 1993“. „Година“ се појавила подебљаним словима на насловној корици. На првој страници публикација је описана као Приватни животи, годишњи преглед: 1992. Следеће године, 1994, Пипл књиге су објавиле Приватне животе 1994. са првом страницом на којој је писало Приватни животи, годишњи преглед: 1993. Године 1996, дошло је до највеће промена у наслову часописа. Наслов је прерађен и добио је нови надимак. Звао се „Пиплов годишњак 1995“. Досадашњи наслов „Приватни животи” је потпуно изостављен и публикација је по први пут дефинисана као „годишњак”.

#### Промене током година
Годишњак Пипл магазина је свих година од свог настанка покривао догађаје из претходне године, а не годину на насловној страни, а то важи и за период када се звао Приватни животи. На пример, Пипл магазинов годишњак 2008 покрива догађаје из 2007. године. Годишњак часописа Пипл 1998. покривао је догађаје из 1997. године. Година 2014, била је последња година да се то догодило. Годишњак за 2014. покрива догађаје из 2013. године. У 2015. години дошло је до промене у часопису тако да се по први пут садржај односио на годину која је заправо покривана на страницама часописа. Уместо о догађајима из 2014. године, ово издање је покривало догађаје из 2015. године и на штандове је приспело крајем 2015. године. Да би се промена правилно разумела, прва страница овог годишњака укључивала је слоган „Најупечатљивији тренуци 2015. године“. Овим потезом, Годишњак Пипл магазина је променио своју 25-годишњу традицију. Ова промена је, међутим, довела до тога да 2014. година никада није била покривена у Годишњаку часописа Пипл, и 2014. је постала једина година која није била покривена од његовог настанка 1991. Од тада Годишњак Пипл магазина покрива догађаје из године каја се налази на насловној страни. Са другим променама слова је експериментисано две године када су Годишњак Пипл магазина 2013! и Годишњак Пипл магазина 2014! имали знак узвика који је пратио годину. Ово је изостављено из Годишњака за 2015. када је публикација одбацила знак узвика. Ово издање је избацило и подебљано писање „године“ на предњој корици и заменило га неупадљивијим стилом и тако је било до издања за 2019. годину.
Годишњак за 2016. био је специјално издање са „окренутом насловницом“ у коме је комбинована меморабилија специјалног издања ради неговања успомене на људе који су умрли 2016. године. На листи су били Принс, Дејвид Боуви, Ненси Реган, Алан Рикман, Дорис Робертс, Мухамед Али итд. Специјалном издању се могло приступити преврчући часопис. У новембру 2017, Мередит корпорација је објавила да ће купити Тајм Инк. за 2,8 милијарди долара. Куповина је завршена 31. јануара 2018. године. Магазин Тајм, Пипл и Годишњак Пипл магазина сада издаје Мередит корпорација. Ауторско право на Годишњак за 2018. је описано као да припада Тајм Инк. Буксу, одељењу Мередит корпорације. Ово издање је укључивало слоган „Најнезаборавнији тренуци 2018.“ на насловној страни. Међутим, у Годишњаку за 2019. ауторска права су описана као да припадају Мередит корпорацији, без икаквог проминентног слогана. Истакнуто задебљано писање „Године“ на насловној корици вратило се у Годишњак за 2020. заједно са слоганом „Наша изванредна година заједно“. Тренд се наставио са Годишњаком за 2021, заједно са слоганом „Када смо се сви поново окупили“.